# .tw
.tw је највиши Интернет домен државних кодова (ccTLD) за Тајван (Република Кина).